# جیل کریگی
جیل کریگی (انگلیسی: Jill Craigie؛ ‏ ۷ مارس ۱۹۱۱ – ۱۳ دسامبر ۱۹۹۹) کارگردان فیلم، فیلم‌نامه‌نویس و تهیه‌کننده فیلم اهل بریتانیا بود.
از فیلم‌هایی که وی در آن‌ها نقش داشته‌است، می‌توان به دردسر در فروشگاه، اسکناس یک میلیون پوندی و آرایش اشاره نمود.